# Johann Andreas Schnabl

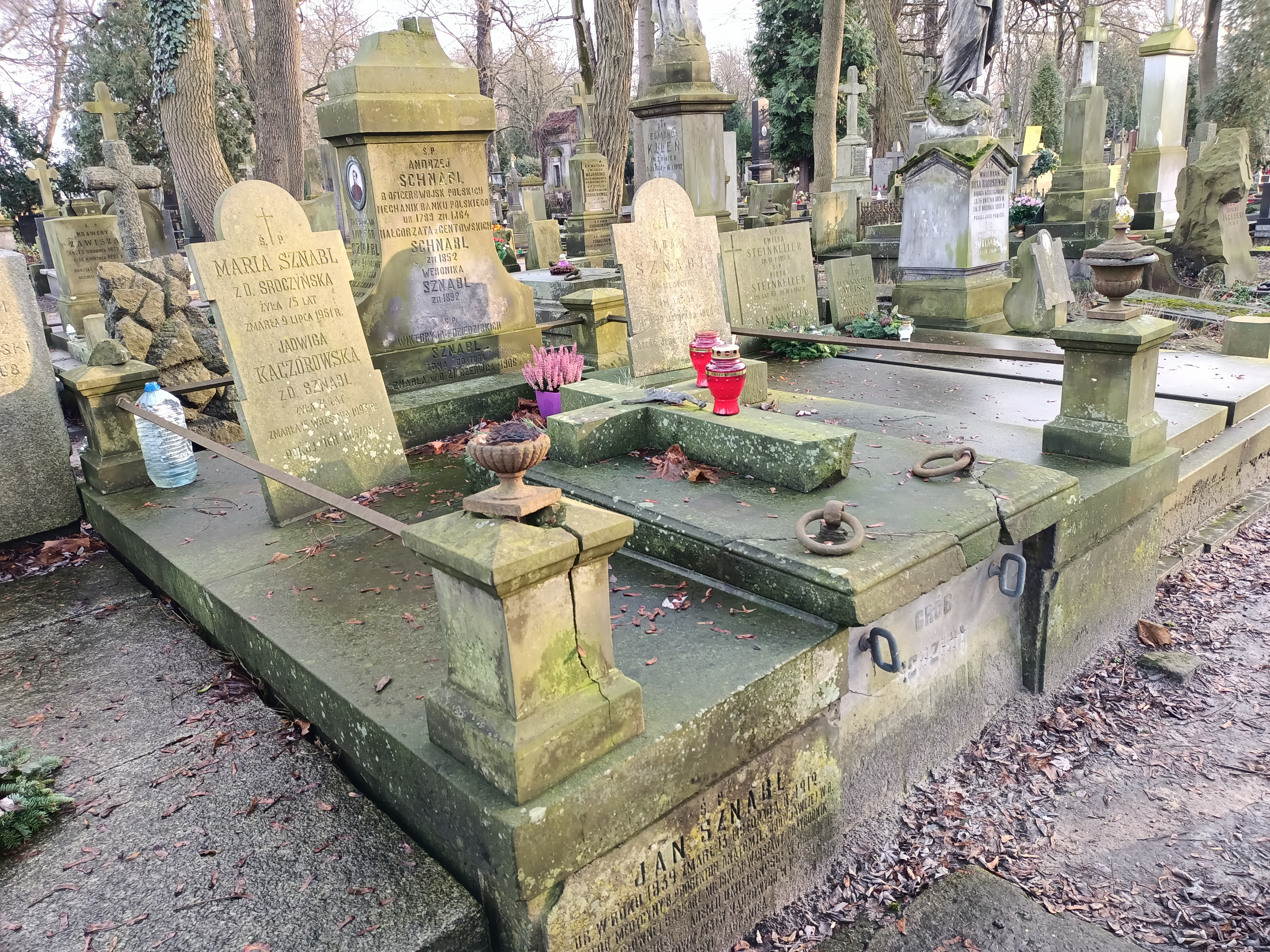
Jan Sznabels Grab auf dem Powązki-Friedhof (Warschau)

Johann Andreas Schnabl  (* 1838; † 1912) war ein deutsch-polnischer Entomologe und Arzt.
Er hieß ursprünglich Jan Sznabla, kehrte aber zum ursprünglich deutschen Namen seiner Familie zurück, die diesen polnisch angepasst hatte, als sie Ende des 18. Jahrhunderts von Dresden nach Warschau zog. Da Warschau damals zu Russland gehörte, war er russischer Staatsbürger. Er studierte Medizin und promovierte darin, praktizierte als Arzt und lehrte Naturgeschichte und Anatomie an der Klassischen Akademie in Warschau. 
Schnabl war weit gereist (Ural, Kaukasus, Lappland, Pyrenäen, Korsika, Ungarn, Peru) und sammelte auf seinen Reisen Insekten, die er an das Berliner Museum für Naturkunde schickte. Teilweise reiste er mit Wladyslaw Taczanowski. Über Entomologie veröffentlichte er meist in Deutsch, über Medizin in Polnisch. Sein Spezialgebiet waren Zweiflügler (Dipteren), besonders die Familie der Fanniidae und mit Heinrich Dziedzicki Blumenfliegen (Anthomyiidae).
Die südamerikanische Fledermaus Amorphochilus schnablii (Peters 1877) ist ihm zu Ehren benannt. Auch die Trauermücke Mycetophila schnablii und die Diptere Cheilosia schnabli sind nach ihm benannt.

## Schriften
- Contributions à la faune diptérologique.  St. Pétersbourg, 1887 Archive
- mit Heinrich Dziedzicki: Die Anthomyiden. Nova Acta. Abh. der Kaiserl. Leop.-Carol. Deutschen Akademie der Naturforscher; Bd. XCV, Nr. 2, Halle, 1911 Archive